# Мухлынин, Алексей Иванович
Алексей Иванович Мухлынин (1866, Верхотурье — 14 октября 1914, Москва) — земский деятель, депутат Государственной думы I созыва от Пермской губернии.

## Биография
По крайней мере, четвёртое поколение в купеческой семье из города Верхотурье. Выпускник юридического факультета Московского университета со степенью кандидата прав.
С 14 апреля 1893 года в штате канцелярии Пермского губернатора. С 1 сентября 1893 года стал  земским начальником 1 участка Кунгурского уезда. Позднее был кандидатом на должность земского начальника Камышловского уезда и земским начальником Верхотурского уезда. 10 октября 1897 года избран гласным Верхотурского уездного земства. 28 апреля 1898 года был избран почётным мировым судьёй по Верхотурскому уезду. С 24 апреля 1898 года трижды избирался председателем Верхотурской уездной земской управы. Кроме того, был директором уездного тюремного отделения, членом уездного училищного совета, членом уездного попечительства детских приютов; вице-председателем совета уездного отделения попечительства о слепых; председателем попечительского совета верхотурской прогимназии; во время Русско-японской войны был уполномоченным в Москве от Пермского губернского земства для организации помощи больным и раненым воинам..
Участвовал в земских съездах в 1904 и 1905 годах. По некоторым сведениям входил в Торгово-промышленную партию, однако сообщалось, что от этой партии в Думу прошёл только один кандидат  — В. С. Баршев. Выступал против автономии Польши, всеобщего избирательного права и созыва Учредительного собрания.
15 апреля 1906 года, будучи выборщиком от съезда городских избирателей Верхотурья, избран в Государственную думу I созыва от общего состава выборщиков Пермского губернского избирательного собрания.  Состоял в  аграрной, финансовой и распорядительной думских комиссиях. Сначала не состоял ни в одной из думских фракций, перед самым роспуском Думы стал членом Партии мирного обновления, активно участие в её становлении. На заседании 4 мая при обсуждении думского адреса императору предложил внести пункт о нужде в земле жителей городов и о прощении недоимок от крестьян.
После роспуска Первой Государственной Думы Николаем II Мухлынин вернулся в Верхотурье и приступил к своей прежней деятельности. В 1908 году был избран губернским земством представителем в Совете по делам местного хозяйства при министерстве внутренних дел. Ему присвоено звание «Почётный гражданин города Верхотурье». 4 февраля 1910 года избран Председателем Пермской губернской земской управы. Был инициатором начала сбора  группой краеведов материалов по истории Верхотурья, которые впоследствии включены в «Словарь Верхотурского уезда» И. Я. Кривощёкова. При публикации И. Я. Кривощёков отметил роль Мухлынина в подготовке данного издания и посвятил ему сам труд. В 1913 году участвовал в Москве в торжествах по случаю 300-летия Дома Романовых в составе делегации от Пермской губернии.  1 января 1914 года А. И. Мухлынину присвоен чин действительного статского советника..
14 октября 1914 года скоропостижно скончался от болезни сердца в Москве во время служебной поездки по делам всероссийского земского союза. Похоронен в Перми.

## Семья
- Прадед — Михаил Степанович Мухлынин, основатель династии, частный поверенный по откупам,  щедрый жертвователь на нужды храмов и бедняков[2].
- Дед — Александр Михайлович Мухлынин (1812—1882), также известен как щедрый благотворитель[2].
- Отец — Иван Александрович Мухлынин (28 августа 1837[7]—28 ноября 1894), первый городской голова Верхотурья, основатель библиотеки, в настоящее время носящей его имя[2].
- Мать — Мария Андреевна.
- Брат — Николай Иванович Мухлынин (1861—1909), купец второй гильдии, умер от астмы[2].

## Награды
- Орден Святой Анны II степени.
- Орден Святой Анны III степени.
- Орден Святого Станислава II степени.

### Рекомендуемые источники
- Российский государственный исторический архив. Фонд 1278. Опись 1 (1-й созыв). Дело 30. Лист 6; Фонд 1327. Опись 1. 1905 год. Дело 141. Лист 89 оборот; Дело 143. Лист 102 оборот.